# Гюрчин Петров
Гюрчин Петров Велянов е български революционер, охридски районен войвода на Вътрешната македоно-одринска революционна организация.

## Биография
Петров е роден в 1875 година в охридското село Слатино, тогава в Османската империя. На 18 години започва да хайдутува. В 1901 година е привлечен към ВМОРО и от 1902 година е нелегален четник при Деян Димитров. През Илинденско-Преображенското въстание е войвода на четата от Ботун.
След разгрома на въстанието става легален, но от 1904 година отново е четник при Даме Груев, Христо Узунов и Петър Чаулев. В 1907 година е назначен за районен войвода на Дебърцата. След Младотурската революция в 1908 година се легализира.
Загива при нещастен случай, застрелян от четника си Зафир Котевски на сватба в Слатино.